# Holothuriidae
Holothuriidae (лат.) — семейство морских огурцов.
Holothuriidae имеют толстые мясистые тела и несколько рядов амбулакральных ножек, которые используются для перемещения и для удержания на субстрате. Тело часто покрыто тупыми выступами, известными как сосочки. Многие из членов этого семейства способны выбрасывать из клоаки массу липких нитей, известных как кювьеровы органы, чтобы отвлечь хищников, или выбросить оттуда собственный кишечник.
Представители этого семейства обитают в низких и средних широтах всех океанов мира. Они часто живут в коралловых рифах и близлежащих песчаных грунтах, и лишь немногие из них встречаются в более глубоких водах. В Индо-Тихоокеанском регионе они часто очень многочисленны на коралловых рифах. Большинство видов — детритофаги.
Некоторые представители семейства употребляются в пищу под названием «трепанги».

## Роды
Это второе по величине семейство морских огурцов, включающее около 185 видов, сгруппированных в 5 родов:
- Actinopyga Bronn, 1860 — 19 видов
- Bohadschia Jaeger, 1833 — 12 видов
- Holothuria Linnaeus, 1767 — 160 видов
- Labidodemas Selenka, 1867 — 8 видов
- Pearsonothuria Levin in Levin, Kalinin & Stonik, 1984 — 1 вид